# Colossus of Destiny
Colossus of Destiny è un album del gruppo musicale statunitense Melvins, pubblicato nel 2001 dalla Ipecac Recordings. L'album è stato registrato dal vivo il 13 dicembre 1998, al Club Mangler di Cupertino, California. L'esibizione consiste in circa un'ora di suoni di sintetizzatore e sampler, che finiscono con l'esecuzione del pezzo Eye Flys. Il titolo dell'album è stato ispirato dal libro di John Fante, The Road to Los Angeles, nel quale il protagonista, Arturo Bandini, scrive un libro dal titolo appunto di Colossus of Destiny.

## Formazione

### Gruppo
- Buzz Osborne - sintetizzatore e sampler
- Kevin Rutmanis - sintetizzatore e sampler
- Dale Crover - sintetizzatore e sampler

### Altri musicisti
- Adam Jones - sintetizzatore e sampler

## Tracce
1. Untitled – 59:23
2. Untitled – 0:05

## Curiosità
La prima parte dell'album, di circa un'ora, consiste in varie performance seguite dal brano "Eye Flys". La seconda parte consiste in soli 5 secondi di silenzio.